# Staci Flood
 (juin 2017).
Si vous disposez d'ouvrages ou d'articles de référence ou si vous connaissez des sites web de qualité traitant du thème abordé ici, merci de compléter l'article en donnant les références utiles à sa vérifiabilité et en les liant à la section « Notes et références ».
Staci Beth Codorniz Lavine Costa de Souza Flood (née le 10 décembre 1974) est une danseuse et mannequin américaine connue pour son rôle de première danseuse dans les clips Bailamos d'Enrique Iglesias (1999) et Rock Your Body de Justin Timberlake (2003).

## Biographie
Autrefois membre du groupe de danse The Pussycat Dolls, elle apparaît avec elles dans le film Charlie's Angels 2 : Les anges se déchaînent ! (2003) et dans le clip Trouble de P!nk (2003). Après une restructuration des Pussycat Dolls en 2003, Staci, et d'autres ex-Dolls, Carmen Electra et Nadine Ellis ont formé un ensemble du même genre appelé les Bombshell Babies.
Elle a posé pour Maxim et a été Miss Février dans le calendrier 2007 de Maxim.
En 2007 elle participera à la série d'émissions DanceLife avec Jennifer Lopez.

## Filmographie
Sauf indication contraire, les informations mentionnées dans cette section peuvent être confirmées par la base de données cinématographiques IMDb,  présente dans la section « Liens externes ».
- 1996 : Dinosaur Valley Girls : Deb-Bee (également chorégraphe)
- 2001 : Sex Academy (Not Another Teen Movie) : pom pom girl sur le terrain de football américain
- 2002 : Magic Baskets (Like Mike) : pom pom girl #6
- 2002 : Miss populaire (The Hot Chick) : danseuse Hip Hop
- 2003 : Charlie's Angels 2 : Les anges se déchaînent ! (Charlie's Angels: Full Throttle) : danseuse du Treasure Chest
- 2004 : Last Laugh '04 (TV) : danseuse de Opening Number
- 2005 : Dance Like We Do de Millicent Shelton : danseuse
- 2005 : Las Vegas (série télévisée) épisode Tainted Love : danseuse (parmi les Pussycat Dolls)
- 2005 : Last Laugh '05 (TV) : danseuse du Opening Number
- 2006 : Studio 60 on the Sunset Strip (série télévisée, épisode The West Coast Delay) : Staci
- 2007 : The Comebacks de Tom Brady : danseuse

## Mannequin

### Publicités
L'Oréal sous la direction de Matthew Rolston avec Beyonce, Adidas, Pepsi aux États-Unis sous la direction de Joe Pytka avec Britney Spears et au Japon, Miller Genuine Draft, Joe Boxer sous la direction de Dave Meyers, Lady Foot Locker, Jeep, Mervyn's, El Pollo Loco

### Défilés de mode et galas
Frankie B (Los Angeles -Fashion Show), J'aime de Jaime Pressly (à Las Vegas, -Stuff Mag. Casino Wknd et Hard Rock Anniversary Party- et Los Angeles -semaine de la mode), Mixwell (catalogue), Puma (catalogue), Maybelline (défilé à Tokyo), Sorbie Hair Show (défilé à San Francisco), 2B Free (Los Angeles -Fashion Show)